# 錦綾町
錦綾町（きんりょうちょう）は、大阪府堺市堺区にある地名。2024年現在の行政地名は錦綾町一丁から錦綾町三丁。住居表示は実施済。

## 地理
堺区の北東部に位置する。東は今池町、西は錦之町東・柳之町東、北は南清水町、南は北庄町に接する。西から順に一丁から三丁がある。

## 歴史

### 沿革
- 1939年（昭和14年）、堺市向陽町・今池町の各一部より錦綾町成立[6]。
- 2006年（平成18年）、堺市が政令指定都市に移行し、行政区を設置。錦綾町は堺区の所属となる。

## 世帯数と人口
2024年（令和6年）5月31日現在の世帯数と人口は以下の通りである。
| 丁         | 世帯数  | 人口    |
| ---------- | ------- | ------- |
| 錦綾町一丁 | 315世帯 | 567人   |
| 錦綾町二丁 | 82世帯  | 113人   |
| 錦綾町三丁 | 214世帯 | 381人   |
| 計         | 611世帯 | 1,061人 |

### 人口の変遷
国勢調査による人口の推移。
| 1995年（平成7年）  | 1,154人 | [ 7 ]  |  |
| 2000年（平成12年） | 1,235人 | [ 8 ]  |  |
| 2005年（平成17年） | 1,198人 | [ 9 ]  |  |
| 2010年（平成22年） | 1,113人 | [ 10 ] |  |
| 2015年（平成27年） | 1,052人 | [ 11 ] |  |
| 2020年（令和2年）  | 1,014人 | [ 12 ] |  |

### 世帯数の変遷
国勢調査による世帯数の推移。
| 1995年（平成7年）  | 446世帯 | [ 7 ]  |  |
| 2000年（平成12年） | 491世帯 | [ 8 ]  |  |
| 2005年（平成17年） | 500世帯 | [ 9 ]  |  |
| 2010年（平成22年） | 507世帯 | [ 10 ] |  |
| 2015年（平成27年） | 511世帯 | [ 11 ] |  |
| 2020年（令和2年）  | 530世帯 | [ 12 ] |  |

## 学区
市立小・中学校に通う場合、学区は以下の通りとなる。
| 丁         | 番   | 小学校           | 中学校             |
| ---------- | ---- | ---------------- | ------------------ |
| 錦綾町一丁 | 全域 | 堺市立錦綾小学校 | 堺市立浅香山中学校 |
| 錦綾町二丁 | 全域 | 堺市立錦綾小学校 | 堺市立浅香山中学校 |
| 錦綾町三丁 | 全域 | 堺市立錦綾小学校 | 堺市立浅香山中学校 |

## 事業所
2021年（令和3年）現在の経済センサス調査による事業所数と従業員数は以下の通りである。
| 丁         | 事業所数 | 従業員数 |
| ---------- | -------- | -------- |
| 錦綾町一丁 | 19事業所 | 135人    |
| 錦綾町二丁 | 13事業所 | 156人    |
| 錦綾町三丁 | 12事業所 | 207人    |
| 計         | 44事業所 | 498人    |

## 交通

### バス
2024年1月現在
- 南海バス[15]
  - 17・85系統：錦綾町 - 錦綾橋
  - 9・9C・85L系統：錦綾町

### 道路
- 堺中央線（大阪府道30号大阪和泉泉南線）
- 大阪府道187号大堀堺線

## 施設
- 堺市立錦綾小学校
- 堺錦綾郵便局
- デニーズ錦綾町店
- 錦綾町とうだいぐさ公園

## 郵便
- 郵便番号：590-0006[3]（集配局：堺郵便局[16]）。

## ギャラリー

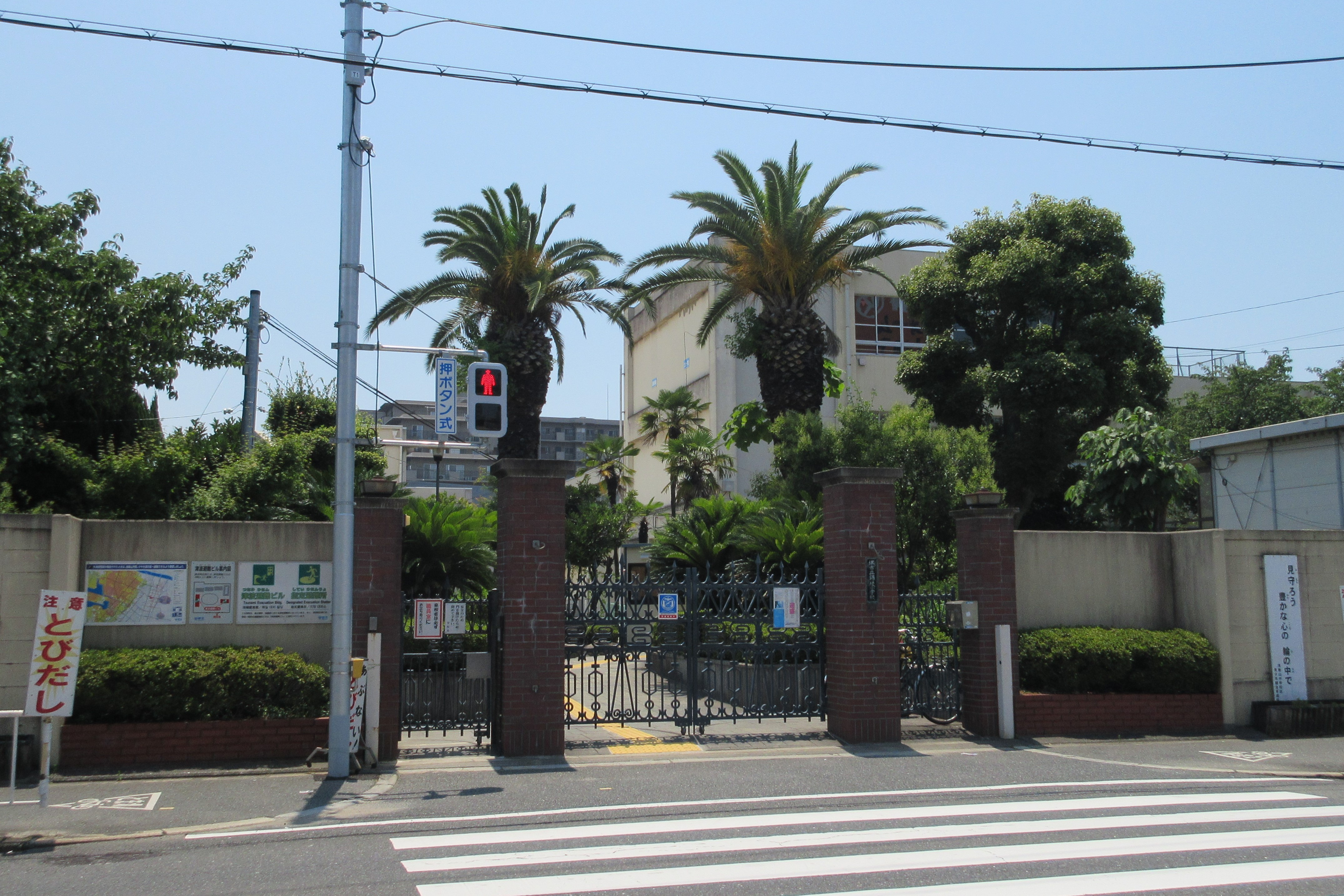
堺市立錦綾小学校